# Can Casasayas
Can Casasayas es un conjunto de edificios de estilo modernista (art nouveau) situados en la Plaza del Mercado, en el centro de la ciudad española de Palma de Mallorca.

## Historia
La construcción fue llevada a cabo entre los años 1908 y 1911. El empresario y propietario de la panadería Can Frasquet, Josep Casasayas Casajuana, encargó el diseño a los arquitectos Francesc Roca Simó y Guillem Reynés Font. Inicialmente, el proyecto fue pensado para destinar una pensión, pero finalmente se convirtió en un edificio residencial. Los dos edificios están separados por la Calle Santacilia y en su diseño inicial se planteó unirlos mediante un paso en altura. El ayuntamiento denegó la construcción de esta unión en 1909.

## Diseño
La distribución de las habitaciones se repite en los tres pisos superiores y tan sólo varía en la planta baja y el sótano. Encontramos pilares en las fachadas y en los huecos de las escaleras. Los elementos decorativos son escasos, encontramos helechos, acantos y mariposas.